# 27915 Nancywright
27915 Nancywright este un asteroid din centura principală de asteroizi.

## Descriere
27915 Nancywright este un asteroid din centura principală de asteroizi. A fost descoperit pe 30 octombrie 1996 la Prescott (Arizona) de Paul G. Comba. Asteroidul prezintă o orbită caracterizată de o semiaxă mare de 3,17 ua, o excentricitate de 0,15 și o înclinație de 5,0° în raport cu ecliptica.